# Hønen Station
Hønen Station (Hønen holdeplass) var en jernbanestation på Roa-Hønefossbanen, der lå i Ringerike kommune i Norge. Den lå lige øst for Hønengata, et stykke nordpå i Hønefoss by.
Stationen blev oprettet som trinbræt i 1930. Den blev nedlagt 28. maj 1989. I sin tid var der et sidespor fra Hønen.